# BOACスチュワーデス殺人事件
BOACスチュワーデス殺人事件（ビーオーエーシースチュワーデスさつじんじけん）は、1959年（昭和34年）に発生した日本の殺人事件。
英国海外航空（BOAC、現ブリティッシュ・エアウェイズ）の日本人女性客室乗務員（スチュワーデス）が扼殺され、遺体となって東京都杉並区で発見された。
犯人の特定・逮捕には至らないまま、1974年（昭和49年）3月10日に公訴時効が成立、未解決事件となった。

## 概要

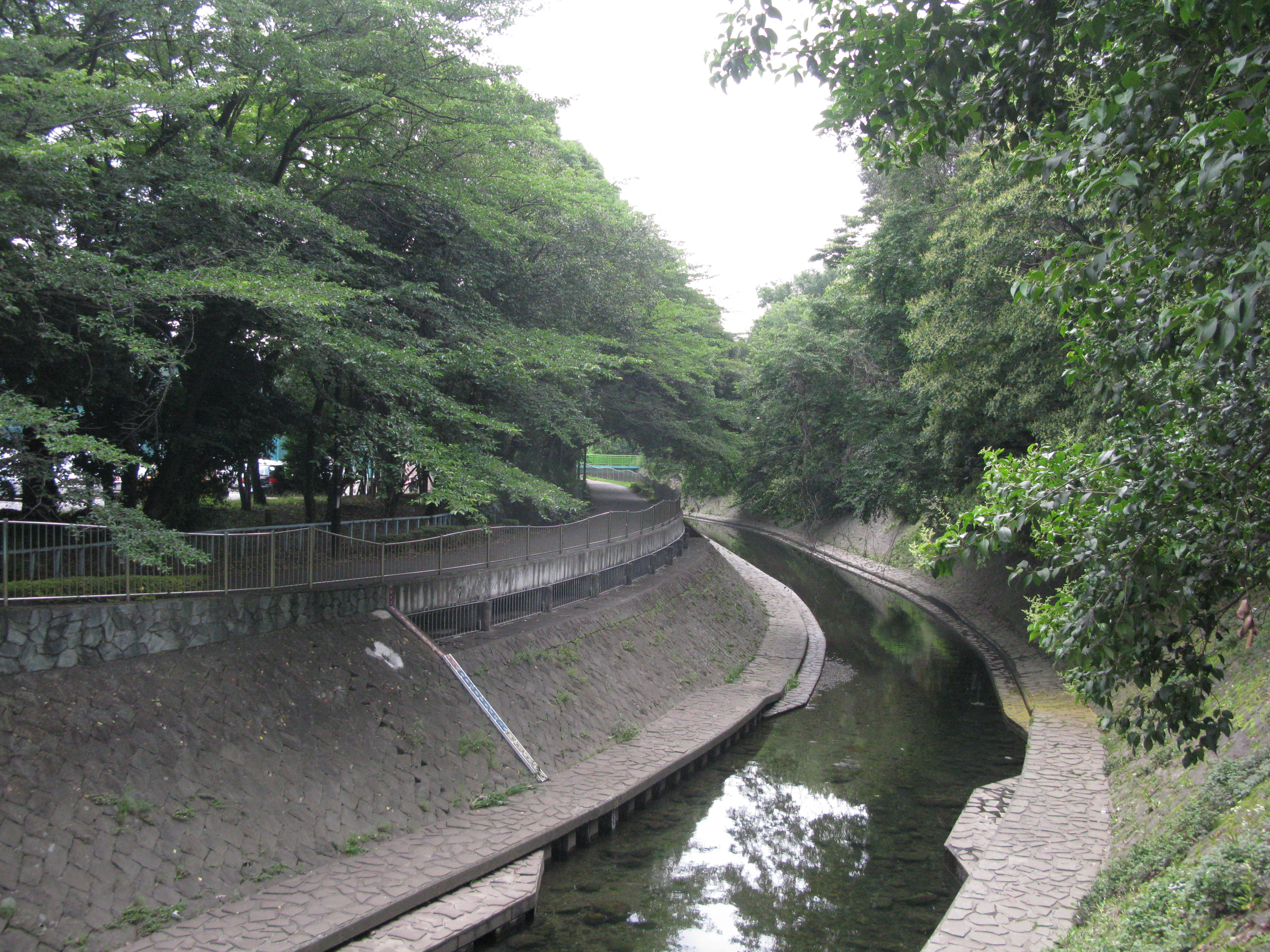
死体発見現場（宮下橋から撮影。遺体は橋下流の約50メートル地点で発見された）

1959年（昭和34年）3月10日の午前7時40分頃、東京都杉並区の善福寺川（大宮八幡宮近くの宮下橋）下流で、英国海外航空（現ブリティッシュ・エアウェイズ）の日本人女性客室乗務員（当時27歳）が水死体で発見された。はじめは自殺と認定されたが、翌11日に慶應義塾大学病院での司法解剖の結果、他殺（扼殺）の可能性が高いとして捜査が開始された。
被害者の交友関係から、カソリック杉並ドンボスコ修道院の会計主任でベルメルシュ・ルイズ神父（Louis Charles Vermeersch）（ベルギー人、当時38歳）が捜査線上に浮かんだ。警察は、重要参考人が外国人で神父であることから、マスコミに知られて騒がれると捜査の障害になるという理由で、極秘に捜査を進めていた。だが、1959年4月12日、NHKのドキュメンタリー番組「日本の素顔」で、横浜出入国管理事務所（現東京出入国在留管理局横浜支局）の壁に貼っている複数の顔写真の中の神父の写真がクローズアップされ、これをきっかけに重要参考人の顔と名前がマスコミに漏れてしまうこととなる。
弁護人とバチカン大使館一等書記官の立会いのもとでの事情聴取が、第1回目が5月11－13日に、第2回目が20日、22日と計5日間に渡って行われた。取調官は、平塚八兵衛警部補である。だが進展はなく、6月11日、神父は病気療養のため、正規の出国手続を経てベルギーに帰国した。
出国の許可にあたっては、警察は正規の出国手続きが取られていたことを把握していながら、外交的な措置を求めるだけの証拠を提示できず、神父の出国が許される結果となった。この問題は国会でもとりあげられた。事件は解決のめどの立たないまま、1974年（昭和49年）3月10日公訴時効を迎えた。

## 謀略説
被害者は前年の12月、英国海外航空がコメット機航路の開始に際して、初めてスチュワーデスに採用した日本人女性の9人のうちの1人だった。そして、この事件の前後の英国海外航空の他のスチュワーデスが金や麻薬などの密輸に関わった事件が発覚している。国際的・組織的な密輸ルートに関わる謀略事件ではないか、という説もある。

## 著名作家の見解
- 三浦朱門は、「もし当の神父が事件に無関係なら、なぜ積極的に警察に協力しないのだろう」と述べた[12]。
- 遠藤周作は、「（マスコミは）あたかも彼が真犯人であるかのごとく、その写真を掲載したりその名を発表した。一種の人権蹂躙」、「突然の帰国は一般の日本人の根のない疑惑をさらにふかめる原因となった[13]」「潔白なら日本の警察に協力すべき[14]」と述べた。
- 田中澄江は1959年5月27日に神父を見舞い、被害者の立場にたった現在の心境をのべてもらった。「流暢な日本語である。…事実を曲げた猥雑なペンの暴力にもめげず、澄んできれいな目の色であった」「警察が、調べる義務があると言えば、幾度でも出頭して、殺人者と見ようとする疑問に答えなければならない」と著わした[15]。
- 松本清張は、この事件に関し『スチュワーデス殺し論』（ノンフィクション）を婦人公論に著し[16]、事件をモデルに小説『黒い福音』を執筆した。1984年には清張が代表を務める「霧プロダクション」が、増村保造監督・新藤兼人脚本でテレビドラマ化した（現在はDVD化されている）。また、捜査を担当した平塚八兵衛が退職した1975年、彼の捜査した事件の解説記事が「毎日新聞」「産経新聞」に連載された[17][18]。後年にも井出孫六が取り上げた[19]。

## 映画化
『殺されたスチュワーデス 白か黒か』は猪俣勝人が自身のプロダクションで製作し、脚本・監督を手がけた。当初は「神は人を殺し給うか｣というタイトルであったが、「殺されたスチュワーデス 白か黒か」に改題された。 
事件発生同年である1959年の10月6日に大映で公開された。フィクションと断ってのストーリーであったが、カトリック教会からの批判などで公開が短期に終わった。その後、名画座等で上映されているが、後半のレポート部分はすべてカットされ、セリフも一部消されたカット版である。なお、猪俣勝人が教鞭をとっていた日本大学芸術学部映画学科のフィルムライブラリーにはノーカット版が保管されている。その後「小説 日本列島」（吉原公一郎）でも扱われ、『日本列島』（熊井啓）として映画化された。